# Jay Clark
Jay Clark (n. 25 ianuarie 1880, Newton⁠(d), Iowa, SUA – d. 6 februarie 1948, Worcester, Massachusetts, SUA) a fost un trăgător de tir ce a reprezentat Statele Unite ale Americii, medaliat olimpic. A participat la o ediție a Jocurilor Olimpice (1920) în care a câștigat o medalie de aur.

## Participări
Lista de mai jos prezintă principalele competiții la care a participat Jay Clark de-a lungul carierei.
- shooting at the 1920 Summer Olympics – men's team trap[*]